# Richter-Veresovvariant
De Richter-Veresovvariant of Richter-Veresovaanval is in de opening van een schaakpartij een variant in de damepionopening. De variant heeft de ECO-code D01, en de openingszetten zijn
1. d4 d5
2. Pc3 Pf6
3. Lg5
De variant is vernoemd naar de Duitse grootmeester Kurt Richter (1900–1969) en de Russische grootmeester Gavriil Veresov (1912–1979).